# Johann Garber
Johann Garber (* 12. August 1947 in Wiener Neustadt, Niederösterreich) ist ein österreichischer bildender Künstler der Art brut.

## Biografie und künstlerischer Werdegang
Johann Garber wuchs bei seiner Großmutter und in Jugendheimen auf. Nach der Schulzeit war Garber in unterschiedlichen handwerklichen Bereichen tätig und leistete einen neunmonatigen Militärdienst ab. 1966 kam es zu Garbers erstem Aufenthalt im damaligen NÖ Landeskrankenhaus für Psychiatrie und Neurologie Klosterneuburg. Garbers erste Zeichnungen sind ab dem Jahr 1977 dokumentiert. 1979 entstanden die ersten Werke mit Zeichenfeder und Tusche. 1981 gehörte Garber zu der Gruppe von Patienten, die im Rahmen der Initiative des Psychiaters Leo Navratil in das damalige Zentrum für Kunst- und Psychotherapie in Gugging, zogen. 1982 hatte Garber seine erste Einzelausstellung in der Galerie Heike Curtze in Wien. Gegenwärtig zählt der Künstler zu der Gruppe von Bewohnerinnen und Bewohnern des Art/Brut Center Gugging in Maria Gugging. Garbers Werke sind Bestandteil internationaler Sammlungen und Ausstellungen. Ein Beispiel ist das Milwaukee Art Museum.

## Werk
Johann Garber arbeitet mit unterschiedlichsten künstlerischen Medien und Techniken. Er widmet sich Zeichnung, Malerei, Fotografie, der Gestaltung von Objekten und künstlerischen Transformation seiner Umwelt. Darstellungen von paradiesischen Welten finden sich in Garbers mitunter großformatigen und dicht gestalteten Tuschezeichnungen wieder. Im Zentrum seiner Zeichnungen steht dabei die Natur, die sich in Darstellungen von Menschen, Himmelskörpern, Flora und Fauna über seine Blätter ausbreitet. Konträr zum Schwarzweiß seiner Tuschezeichnungen gestaltet Garber mit farbkräftiger Malerei Objekte, die er entweder sammelt und überarbeitet oder ganz selbst herstellt. Das Zusammenwirken dieser gegensätzlichen Schaffensbereiche des Künstlers wird in medienübergreifenden Rauminstallationen erfahrbar.

## Einzelausstellungen
- 2017: johann garber.! bastler und meistermaler, museum gugging, Maria Gugging.[4]
- 1998: Galerie Altnöder, Salzburg.
- 1982: Johann Garber, Galerie Heike Curtze, Wien.

## Gruppenausstellungen (Auswahl)
- 2018–2021: gehirngefühl.! kunst aus gugging von 1970 bis zur gegenwart, museum gugging, Maria Gugging, Österreich.[5]
- 2017: Museum of Sex, New York; curated by johann garber, galerie gugging, Maria Gugging.
- 2014: gugging meisterwerke.!, museum gugging, Maria Gugging.
- 2012: gugging classics 5.!, museum gugging, Maria Gugging.
- 2009: gugging.! in Wien, Bank Austria Kunstforum Wien.
- 2006: blug – 4 Jahrzehnte Kunst aus Gugging, museum gugging, Maria Gugging.
- 2004: Slowakische Nationalgalerie, Bratislava.
- 1999: carom.! Kunst aus Gugging in der Sammlung Essl, Sammlung Essl, Klosterneuburg.[6]
- 1998: Figure dell’anima, Appartamento del Doge di Palazzo Ducale, Genua; American Visionary Art Museum, Baltimore, USA; Tschechische Nationalgalerie, Prag.
- 1996: Otsu City Museum of History, Nishinomiya City, Japan.
- 1993: Amos Anderson Kunstmuseum, Helsinki; Gugging la casa degli artisti, Fondazione Galleria Gottardo, Lugano, Schweiz.
- 1991: Phyllis Kind Gallery, New York, USA.
- 1985: Die Künstler aus Gugging, Aargauer Kunsthaus, Aarau.
- 1984: Gugging, Collection de l’Art Brut, Lausanne.
- 1983: Die Künstler aus Gugging, Museum Moderner Kunst, Wien.

## Auszeichnungen
- 1990: Oskar-Kokoschka-Preis, gemeinsam mit der Gruppe der Künstler aus Gugging.